# Список деталей поверхности Тритона

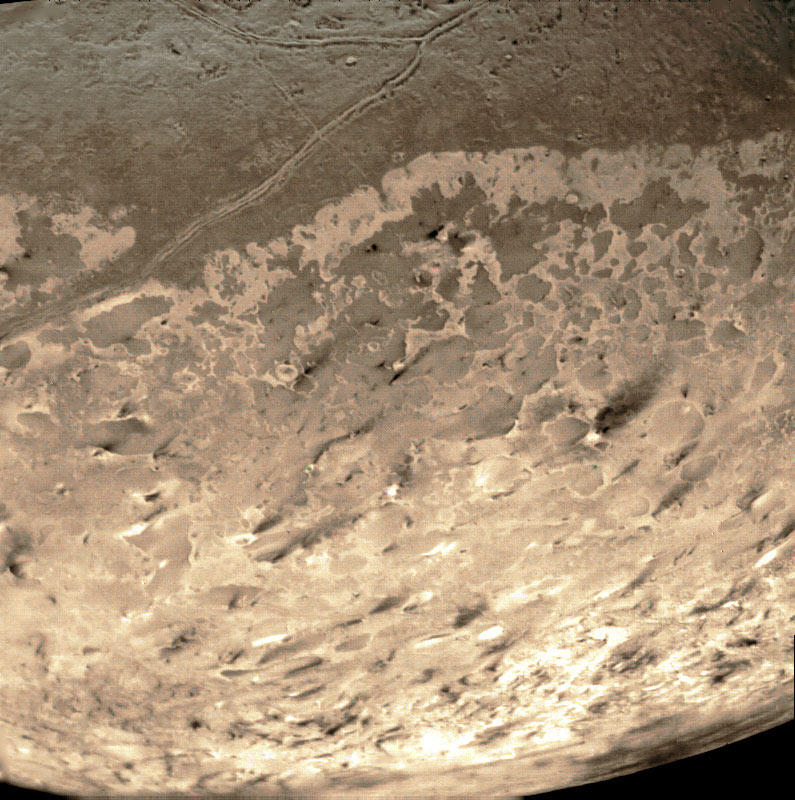
Поверхность Тритона на изображении космического аппарата «Вояджер-2» (1989). Тёмные струи — следы извержений криовулканов (в данном случае — плюмов Тритона)

Это список наименованных деталей поверхности на Тритоне —  спутника Нептуна. Деталям рельефа присвоены имена, связанные с водой, за исключением имён из римской и греческой мифологий. Возможные категории названий включают в себя имена водных духов, наземных водных источников или их местоположения, земных гейзеров или их местоположения, наземных островов. По состоянию на апрель 2015 года названия присвоены 61 такому объекту. Все нижеперечисленные объекты обнаружены и именованны благодаря снимкам космического аппарата «Вояджер-2», который в 1989 году посетил Нептун и его спутники, включая Тритон.
Названия на Тритоне получили детали рельефа 12 категорий:
- Цепочка (несколько кратеров, расположенных в одну линию)
- Котловина (углубление неправильной формы с крутыми краями)
- Кратеры
- Гряда (вытянутое поднятие)
- Борозда (длинная узкая впадина)
- Макула (тёмное пятно, может быть неправильной формы)
- Патера (кратер неправильной формы или сложный кратер с фестончатыми краями)
- Равнина (равнинная низменность)
- Плато (равнина на возвышенности)
- Плюм (криовулкан на данном спутнике)
- Область (обширная территория, отличающаяся от смежных по альбедо или цвету, или крупный географический регион)
- Рытвины (район с примерно параллельными бороздами и грядами)

## Цепочки кратеров
| Русское название | Латинское название | Координаты                                        | Размер (км) | Год утвержд. названия | Эпоним                                                          |
| ---------------- | ------------------ | ------------------------------------------------- | ----------- | --------------------- | --------------------------------------------------------------- |
| Цепочка Кракена  | Kraken Catena      | 14°00′ с. ш. 35°30′ з. д. / 14° с. ш. 35,5° з. д. | ?           | 1991                  | Кракен — гигантское морское чудовище в скандинавской мифологии  |
| Цепочка Сета     | Set Catena         | 22°00′ с. ш. 33°30′ з. д. / 22° с. ш. 33,5° з. д. | ?           | 1991                  | Сет — в египетской мифологии — водный монстр, олицетворение зла |

## Котловины
| Русское название    | Латинское название | Координаты                                          | Размер (км) | Год утвержд. названия | Эпоним |
| ------------------- | ------------------ | --------------------------------------------------- | ----------- | --------------------- | --- |
| Котловина Апопа     | Apep Cavus         | 20°00′ с. ш. 301°30′ з. д. / 20° с. ш. 301,5° з. д. | ?           | 1991                  | Апоп — змей тьмы в египетской мифологии |
| Котловина Беки      | Bheki Cavus        | 16° с. ш. 308° з. д. / 16° с. ш. 308° з. д.         | ?           | 1991                  | Беки —лягушка, символизирующая Солнце на горизонте в индийской мифологии                                                                            |
| Котловина Дагона    | Dagon Cavus        | 29° с. ш. 345° з. д. / 29° с. ш. 345° з. д.         | ?           | 1991                  | Дагон — вавилонский бог плодородия, представленный в виде рыбы                                                                                      |
| Котловина Хекаты    | Hekt Cavus         | 26° с. ш. 342° з. д. / 26° с. ш. 342° з. д.         | ?           | 1991                  | Хекат — в египетской мифологии — богиня влаги и дождя, представленная в виде лягушки                                                                |
| Котловина Хирако    | Hirugo Cavus       | 14°30′ с. ш. 345°00′ з. д. / 14,5° с. ш. 345° з. д. | ?           | 1991                  | Хирако — в японской мифологии — бог, родившийся в виде медузы                                                                                       |
| Котловина Кашьяпа   | Kasyapa Cavus      | 7°30′ с. ш. 358°00′ з. д. / 7,5° с. ш. 358° з. д.   | ?           | 1991                  | Кашьяпа — в ведийской и индуистской мифологии божественный мудрец, отождествлённый с черепахой, образ которой принял Праджапати при сотворении мира |
| Котловина Кулилу    | Kulilu Cavus       | 41° с. ш. 4° з. д. / 41° с. ш. 4° з. д.             | ?           | 1991                  | Кулилу — в вавилонский мифологии — разрушительный дух рыбы-человека                                                                                 |
| Котловина Маха      | Mah Cavus          | 38° с. ш. 6° з. д. / 38° с. ш. 6° з. д.             | ?           | 1991                  | Мах — в персидской мифологии — рыба, которая держит вселенную                                                                                       |
| Котловина Мангуи    | Mangwe Cavus       | 7° с. ш. 343° з. д. / 7° с. ш. 343° з. д.           | ?           | 1991                  | Мангуи — в мифологии людей ила (Замбия) — водный дух, известный как «Флудер» (англ. the Flooder)                                                    |
| Котловина Укупанипо | Ukupanio Cavus     | 35° с. ш. 23° з. д. / 35° с. ш. 23° з. д.           | ?           | 1991                  | Укупанипо — в гавайской мифологии — бог-акула, который правит рыбами                                                                                |

## Кратеры
| Русское название | Латинское название | Координаты                                          | Размер (км) | Год утвержд. названия | Эпоним |
| ---------------- | ------------------ | --------------------------------------------------- | ----------- | --------------------- | --- |
| Амарум           | Amarum             | 26°00′ с. ш. 24°30′ з. д. / 26° с. ш. 24,5° з. д.   | ?           | 1991                  | Амарум — в мифологии народа кечуа (Эквадор) — дух в обличье анаконды                                               |
| Андвари          | Andvari            | 20°30′ с. ш. 34°00′ з. д. / 20,5° с. ш. 34° з. д.   | ?           | 1991                  | Андвари — цверг (карлик) в скандинавской мифологии, который хранил золото нибелунгов и умеющий превращаться в рыбу |
| Кей              | Cay                | 12° с. ш. 44° з. д. / 12° с. ш. 44° з. д.           | ?           | 1991                  | Кей — божество в мифологии майя                                                                                    |
| Иломба           | Ilomba             | 14°30′ с. ш. 57°00′ з. д. / 14,5° с. ш. 57° з. д.   | ?           | 1991                  | Иломба — в мифологии народа лози (Замбия) — водная змея, связанная с разрушением                                   |
| Курма            | Kurma              | 16°30′ с. ш. 61°00′ з. д. / 16,5° с. ш. 61° з. д.   | ?           | 1991                  | Курма — в индийский мифологии — вторая аватара Вишну, принявшего образ черепахи                                    |
| Мазомба          | Mazomba            | 18°30′ с. ш. 63°30′ з. д. / 18,5° с. ш. 63,5° з. д. | ?           | 1991                  | Мазомба — гигантская рыба в мифологии народа джагга (Танзания)                                                     |
| Равгга           | Ravgga             | 3°00′ с. ш. 71°30′ з. д. / 3° с. ш. 71,5° з. д.     | ?           | 1991                  | Равгга — божество в виде рыбы-гадалки в мифологии народа саамы (Карело-финская мифология)                          |
| Водяной          | Vodyanoy           | 17°00′ с. ш. 28°30′ з. д. / 17° с. ш. 28,5° з. д.   | ?           | 1991                  | Водяной — в славянской мифологии — дух, обитающий в воде, хозяин вод                                               |

## Гряды
| Русское название | Латинское название | Координаты                              | Размер (км) | Год утвержд. названия | Эпоним                                      |
| ---------------- | ------------------ | --------------------------------------- | ----------- | --------------------- | ------------------------------------------- |
| Гряды Авиб       | Awib Dorsa         | 7° с. ш. 80° з. д. / 7° с. ш. 80° з. д. | ?           | 1991                  | Авиб — слово, означающее дождь в языке Нама |

## Борозды
| Русское название | Латинское название | Координаты                                        | Размер (км) | Год утвержд. названия | Эпоним                                                                         |
| ---------------- | ------------------ | ------------------------------------------------- | ----------- | --------------------- | ------------------------------------------------------------------------------ |
| Борозды Джамны   | Jumna Fossae       | 13°30′ с. ш. 44°00′ з. д. / 13,5° с. ш. 44° з. д. | ?           | 1991                  | Индийская богиня одноименной реки                                              |
| Борозды Ра       | Raz Fossae         | 8°00′ с. ш. 21°30′ з. д. / 8° с. ш. 21,5° з. д.   | ?           | 1991                  | В заливе у мыса Пуэнт-дю-Ра (Бретань) обитают души потерпевших кораблекрушение |
| Борозда Енисей   | Yenisey Fossa      | 3°00′ с. ш. 56°12′ з. д. / 3° с. ш. 56,2° з. д.   | ?           | 1991                  | Енисей — священная река в мифах коренных народов Сибири                        |

## Макулы
| Русское название | Латинское название | Координаты                                          | Размер (км) | Год утвержд. названия | Эпоним                                                                                      |
| ---------------- | ------------------ | --------------------------------------------------- | ----------- | --------------------- | ------------------------------------------------------------------------------------------- |
| Макулы Акупары   | Akupara Maculae    | 27°30′ с. ш. 63°00′ з. д. / 27,5° с. ш. 63° з. д.   | ?           | 1991                  | Акупара — в индийский мифологии — черепаха, на которой покоится земля                       |
| Макула Доро      | Doro Macula        | 27°30′ с. ш. 31°42′ з. д. / 27,5° с. ш. 31,7° з. д. | ?           | 1991                  | Доро — в мифологии нанайского народ (Сибирь) — дух, хозяйка рыбалки Охотского моря          |
| Макулы Кикиморы  | Kikimora Maculae   | 31° с. ш. 78° з. д. / 31° с. ш. 78° з. д.           | ?           | 1991                  | Кикимора — женский недобрый дух, жена домового, лешего или болотника в славянской мифологии |
| Макула Намадзу   | Namazu Macula      | 25°30′ с. ш. 14°00′ з. д. / 25,5° с. ш. 14° з. д.   | ?           | 1991                  | Намадзу — гигантский сом в поздней японской мифологии, который вызывает землетрясения       |
| Макулы Рема      | Rem Maculae        | 13°00′ с. ш. 349°30′ з. д. / 13° с. ш. 349,5° з. д. | ?           | 1991                  | Рем — в древнеегипетской мифологии — бог-рыба оплодотворяющий землю своими слезами          |
| Макула Вивианы   | Viviane Macula     | 31°00′ с. ш. 36°30′ з. д. / 31° с. ш. 36,5° з. д.   | ?           | 1991                  | Вивиана — водный дух в цикле Артуровских легенд.                                            |
| Макулы Зина      | Zin Maculae        | 24°30′ с. ш. 68°00′ з. д. / 24,5° с. ш. 68° з. д.   | ?           | 1991                  | Зин — водный дух в мифологии народа Республики Нигер.                                       |

## Патеры
| Русское название | Латинское название | Координаты                                        | Размер (км) | Год утвержд. названия | Эпоним |
| ---------------- | ------------------ | ------------------------------------------------- | ----------- | --------------------- | --- |
| Патера Дилоло    | Dilolo Patera      | 26°00′ с. ш. 24°30′ з. д. / 26° с. ш. 24,5° з. д. | ?           | 1991                  | Дилоло — священное озеро (Ангола)                                                                         |
| Патера Гандвик   | Gandvik Patera     | 28°00′ с. ш. 5°30′ з. д. / 28° с. ш. 5,5° з. д.   | ?           | 1991                  | Гандвик — извилистое море (в буквальном смысле переводится как «Змеиный залив») в скандинавской мифологии |
| Патера Касу      | Kasu Patera        | 39° с. ш. 14° з. д. / 39° с. ш. 14° з. д.         | ?           | 1991                  | Касу — священное озеро (Зороастризм)                                                                      |
| Патера Кибу      | Kibu Patera        | 10°30′ с. ш. 43°00′ з. д. / 10,5° с. ш. 43° з. д. | ?           | 1991                  | Кибу — остров мёртвых в мифологии народа мабуьяг (Меланезия)                                              |
| Патера Левиафана | Leviathan Patera   | 17°00′ с. ш. 28°30′ з. д. / 17° с. ш. 28,5° з. д. | ?           | 1991                  | Левиафан — морское чудовище, упоминаемое в Ветхом Завете                                                  |

## Равнины
| Русское название | Латинское название | Координаты                                        | Размер (км) | Год утвержд. названия | Эпоним |
| ---------------- | ------------------ | ------------------------------------------------- | ----------- | --------------------- | --- |
| Равнина Руах     | Ruach Planitia     | 28° с. ш. 24° з. д. / 28° с. ш. 24° з. д.         | ?           | 1991                  | Руах — остров ветров, фигурирующий во французской литературе                                                                         |
| Равнина Рюгу     | Ryugu Planitia     | 5° с. ш. 27° з. д. / 5° с. ш. 27° з. д.           | ?           | 1991                  | Рюгу-дзё — в японской мифологии подводный дворец-резиденция мифического дракона Рюдзина, властителя подводного мира и морской стихии |
| Равнина Сипапу   | Sipapu Planitia    | 4° с. ш. 36° з. д. / 4° с. ш. 36° з. д.           | ?           | 1991                  | Сипапу — небольшое отверстие в полу кивы — выход из подземного мира в мифологии народов пуэбло                                       |
| Равнина Туонела  | Tuonela Planitia   | 34°00′ с. ш. 14°30′ з. д. / 34° с. ш. 14,5° з. д. | ?           | 1991                  | Туонела — царство мёртвых в Карело-финской мифологии                                                                                 |

## Плато
| Русское название | Латинское название | Координаты                                        | Размер (км) | Год утвержд. названия | Эпоним |
| ---------------- | ------------------ | ------------------------------------------------- | ----------- | --------------------- | --- |
| Плато Абатос     | Abatos Planum      | 21°30′ с. ш. 58°00′ з. д. / 21,5° с. ш. 58° з. д. | ?           | 1991                  | Абатос — скалистый остров посреди Нила (Египет) — в египетской мифологии — священный остров, рай. Находится неподалёку от острова Филы |
| Плато Сипангу    | Cipango Planum     | 11°30′ с. ш. 34°00′ з. д. / 11,5° с. ш. 34° з. д. | ?           | 1991                  | Сипангу — мифический остров, который описал Марко Поло                                                                                 |
| Плато Медамоти   | Medamothi Planum   | 3°30′ с. ш. 69°00′ з. д. / 3,5° с. ш. 69° з. д.   | ?           | 1991                  | Медамоти — французский вымышленный остров, переводится как «Нигде»                                                                     |

## Плюмы
| Русское название | Латинское название | Координаты                                            | Размер (км) | Год утвержд. названия | Эпоним                                          |
| ---------------- | ------------------ | ----------------------------------------------------- | ----------- | --------------------- | ----------------------------------------------- |
| Хили             | Hili               | 57° с. ш. 35° з. д. / 57° с. ш. 35° з. д.             | ?           | 1991                  | Хили — водный дух в мифологии зулу              |
| Махилани         | Mahilani           | 50°30′ с. ш. 359°30′ з. д. / 50,5° с. ш. 359,5° з. д. | ?           | 1991                  | Махилани — морской дух в мифологии народа тонга |

## Области
| Русское название | Латинское название | Координаты                                  | Размер (км) | Год утвержд. названия | Эпоним |
| ---------------- | ------------------ | ------------------------------------------- | ----------- | --------------------- | --- |
| Область Бубембе  | Bubembe Regio      | 18° с. ш. 335° з. д. / 18° с. ш. 335° з. д. | ?           | 1991                  | Бубембе — остров внутри озера Виктория (на территории Уганды). В мифологии народа буганда на этом острове расположен храм Мукаса |
| Область Монада   | Monad Regio        | 20° с. ш. 37° з. д. / 20° с. ш. 37° з. д.   | ?           | 1991                  | Монада — китайский символ двойственности природы                                                                                 |
| Область Ухланга  | Uhlanga Regio      | 37° с. ш. 357° з. д. / 37° с. ш. 357° з. д. | ?           | 1991                  | Ухланга — в мифологии зулу — болото, из которого произошло человечество                                                          |

## Рытвины
| Русское название | Латинское название | Координаты                                          | Размер (км) | Год утвержд. названия | Эпоним                                                                                 |
| ---------------- | ------------------ | --------------------------------------------------- | ----------- | --------------------- | -------------------------------------------------------------------------------------- |
| Рытвины Биа      | Bia Sulci          | 38° с. ш. 3° з. д. / 38° с. ш. 3° з. д.             | ?           | 1991                  | Биа — в мифологии народа йоруба — река, названная именем послушного сына бога          |
| Рытвины Бойнн    | Boynne Sulci       | 3° с. ш. 350° з. д. / 3° с. ш. 350° з. д.           | ?           | 1991                  | Бойнн — мифическая река в кельтской мифологии                                          |
| Рытвины Хо       | Ho Sulci           | 2° с. ш. 305° з. д. / 2° с. ш. 305° з. д.           | ?           | 1991                  | Хо — священная река в китайской мифологии                                              |
| Рытвины Кормет   | Kormet Sulci       | 23°00′ с. ш. 335°30′ з. д. / 23° с. ш. 335,5° з. д. | ?           | 1991                  | Кормет — в германо-скандинавской мифологии — река, через которую должны пройти мёртвые |
| Рытвины Лейптер  | Leipter Sulci      | 7° с. ш. 9° з. д. / 7° с. ш. 9° з. д.               | ?           | 1991                  | Лейптер — священная река в германо-скандинавской мифологии                             |
| Рытвины Ло       | Lo Sulci           | 3°48′ с. ш. 321°00′ з. д. / 3,8° с. ш. 321° з. д.   | ?           | 1991                  | Ло — священная река в китайской мифологии                                              |
| Рытвины Обь      | Ob Sulci           | 6° с. ш. 328° з. д. / 6° с. ш. 328° з. д.           | ?           | 1991                  | Обь — хантыйский народ верил, что устье этой реки является входом в подземный мир      |
| Рытвины Ормет    | Ormet Sulci        | 17° с. ш. 337° з. д. / 17° с. ш. 337° з. д.         | ?           | 1991                  | Ормет — в германо-скандинавской мифологии — река, через которую должны пройти мёртвые  |
| Рытвины Слидр    | Slidr Sulci        | 23°30′ с. ш. 350°00′ з. д. / 23,5° с. ш. 350° з. д. | ?           | 1991                  | Слидр — в германо-скандинавской мифологии — река кинжалов и копий                      |
| Рытвины Тано     | Tano Sulci         | 33°30′ с. ш. 337°00′ з. д. / 33,5° с. ш. 337° з. д. | ?           | 1991                  | Тано — в мифологии народа йоруба — река, названная именем своевольного божьего сына    |
| Рытвины Вимур    | Vimur Sulci        | 11° с. ш. 59° з. д. / 11° с. ш. 59° з. д.           | ?           | 1991                  | Вимур — главная река Эливагара в германо-скандинавской мифологии                       |
| Рытвины Ясу      | Yasu Sulci         | 2° с. ш. 347° з. д. / 2° с. ш. 347° з. д.           | ?           | 1991                  | Ясу — в японской мифологии — небесная река (в буквальном смысле переводится как «Мир») |